# Alexander Nikolajewitsch Möller-Sakomelski

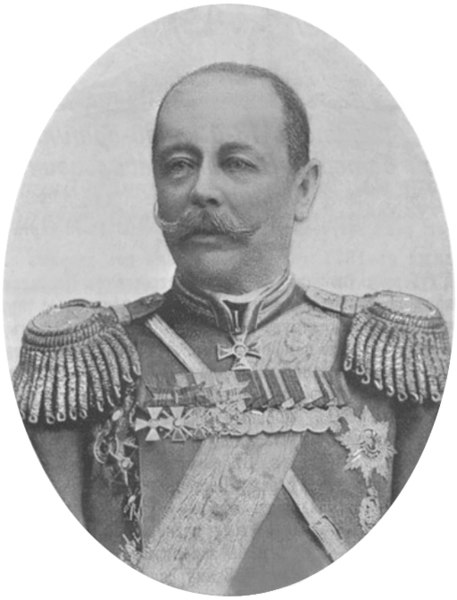
Alexander Möller-Sakomelski (1904)

Alexander Nikolajewitsch Möller-Sakomelski (russisch Александр Николаевич Меллер-Закомельский; * 1. Novemberjul. / 13. November 1844greg. in Sankt Petersburg; † 15. April 1928 in Nizza) war ein General der Kaiserlich-Russischen Armee. 

## Lebenslauf
Alexander Möller-Sakomelski wurde 1844 als Sohn des Generals der Infanterie Nikolai Iwanowitsch Möller-Sakomelski (1813–1887) geboren. Wie sein Vater schlug er eine militärische Laufbahn im russischen Heer ein. Seine Ausbildung beendete er 1862 an der Sankt Petersburger Nikolajewsk-Kavallerieschule. Während des Januaraufstands wurde er von 1863 bis 1864 gegen polnische Aufständische eingesetzt. Bereits 1863 erfolgte die Beförderung zum Leutnant. Im Jahre 1869 wurde er zum Major befördert und nach Turkestan versetzt.
Während der Russischen Revolution von 1905 leitete Möller-Sakomelski im November 1905 die Niederschlagung des Aufstandes von Matrosen der Schwarzmeerflotte unter Pjotr Schmidt in Sewastopol.
Gemeinsam mit General Paul von Rennenkampff bekämpfte er dann in Sibirien weitere Aufständische. Auf seinen Strafexpeditionen verhaftete und exekutierte er unter anderem den Revolutionär Iwan Babuschkin. Im Dezember 1906 erfolgte die Beförderung Möller-Sakomelskis zum General.
Im Jahr 1917 wurde er aus dem Militärdienst entlassen und emigrierte 1918 nach Frankreich, wo er bis zu seinem Tod am 15. April 1928 lebte.